# Commerciële omroepen in Italië
De oorsprong van de huidige landelijke commerciële omroepen in Italië ligt in het begin van de jaren ’80. Zij kwamen op in navolging van de puur plaatselijke en particuliere zenders, die in het midden van de jaren ’70 ontstonden.
In 1973 verbood de regering-Andreotti het uitzenden van particuliere programma’s via kabeltelevisie, wat vervolgens een kabinetscrisis veroorzaakte. Het Constitutionele Hof bepaalde drie jaar later alsnog dat voor het monopolie van de RAI de grondwettelijke basis ontbrak. Op dat moment ontstond een ware wildgroei aan commerciële zenders. In datzelfde jaar gingen er 68 de lucht in, in de daaropvolgende jaren achtereenvolgens welgeteld 188 en 434. Mensen van uiteenlopend allooi beproefden hun geluk met een eigen televisiezender. Deze zenders moesten echter vaak al gauw weer worden opgedoekt omdat de opbrengsten van reclames lager -, en de kosten voor het maken van programma’s hoger bleken uit te vallen dan gedacht. Het waren vooral lokale zenders van disco-eigenaren, politici, ondernemers en uitgevers, die los van elkaar opereerden. Daardoor kwamen ze niet tot de vereiste samenwerking om een goed samenhangend programma in elkaar te zetten.
.
Elk van de drie grote Italiaanse uitgeversconcerns probeerde de lokale omroepen te centraliseren, vooral met de bedoeling hun relaties in kringen van adverteerders aan zich te binden. Angelo Rizzoli koppelde in 1980 als eerste lokale omroepstations vanuit een centrale onderneming. Zijn PIN (Primarete indipendente) was de eerste nationale commerciële zender. In 1982 startte Edilio Rusconi met Italia 1 en Leonardo Mondadori met Rete 4. Ook Calisto Tanzi, eigenaar van Parmalat, richtte een zender op, Euro-TV genaamd.

## Ontstaan van het televisienetwerk van Berlusconi
Tot 1984 was een hevige strijd gaande tussen de commerciële televisienetwerken.
Degene die vanaf 1980 echt schoon schip begon te maken in deze wirwar van kleine zenders, was ondernemer Silvio Berlusconi. Hij won die strijd door zijn goede contacten met banken, meer bescherming van de politici (socialistenleider Craxi als goede vriend) en gewoon een goed zakeninstinct.
Hij was al in 1974 begonnen met televisie-uitzendingen van een kabelzender in de wijk Milano 2, die hij zelf met zijn bouwbedrijf tot stand gebracht had. Deze zender heette Telemilano. Er werden oude films op uitgezonden, die aan elkaar werden gepraat door een knappe telefoniste van zijn bedrijf. Na de invoering van een wet die de bouwwereld voor financiële investeringen minder aantrekkelijk maakte, besloot Berlusconi zich volledig op de tv-wereld te storten. Hij zette het netwerk Reteitalia op, waarbij zenders zich konden aansluiten in ruil voor goedkope programma’s. In 1980 lanceerde hij Canale 5, de eerste nationale commerciële zender.
Berlusconi kocht de zinkende zenders Italia 1 (in 1982) en Rete 4 van respectievelijk Rusconi en Mondadori, beiden uitgevers. Hij had daarmee de drie belangrijkste commerciële zenders van Italië in zijn bezit. Alle drie (Canale 5, Italia 1 en Rete 4) behoren nu tot Berlusconi's bedrijf Mediaset.
Berlusconi bleek een neus te hebben voor wat verkoopt op de televisie. Zo zond hij in 1981 een vriendschappelijk voetbaltoernooi uit, wat miljoenen kijkers deed overschakelen naar zijn zender. Dit was een klap voor de RAI, en dit gebeurde nogmaals toen hij een aantal afleveringen van Dallas aankocht. De conservatieve RAI wilde deze na een paar afleveringen niet meer aankopen omdat in de serie over echtscheiding werd gesproken. Ook hiermee kaapte Berlusconi een groot aantal kijkers bij de RAI weg. Hij beschikte over een grote speelruimte doordat de commerciële televisie in die tijd vrijwel niet of onduidelijk gereguleerd was. Het was alleen niet toegestaan om rechtstreeks uit te zenden, waardoor Berlusconi pas in 1991 een eigen journaal kon aanbieden.
In 1981 verbood het Constitutionele Hof het uitzenden door commerciële zenders op nationaal niveau. Het was alleen op lokaal niveau toegestaan, waardoor Berlusconi op het idee kwam om, door de videobanden van tevoren te verspreiden, op precies dezelfde tijd dezelfde programma’s uit te zenden op zijn verschillende lokale zenders van Canale 5. Omdat dit juridisch niet in de haak was, ging het beeld van zijn drie zenders op 16 oktober 1984 in drie steden op zwart, door een besluit van de rechters.
De commerciële televisienetwerken in Italië functioneerden echter, in vergelijking met andere landen, op een ongebruikelijke wijze. In andere landen werd technische interconnectie gebruikt, het voeden van aangesloten zenders door satellietverbinding of straalverbindingen en het rechtstreeks uitzenden van de aangeboden signalen. In Italië werd functionele interconnectie gebruikt. De programma’s werden geregistreerd op videobanden, die naar de aangesloten lokale stations werden gebracht waarna de programma’s op hetzelfde tijdstip werden uitgezonden. Die interconnectie werd zelfs in 1990 door Berlusconi nog gebruikt. De overheid verbood de satellietsignalen, omdat dat in strijd zou zijn met de monopolie van de RAI bij wet. Pas door de uitzendvergunningen van de Mediawet uit 1990 kon men live gaan uitzenden. Twee jaar later kreeg men in Italië eindelijk licenties om landelijk uit te mogen zenden.

## Marktaandeel en reclameopbrengst
Vandaag de dag zijn de drie zenders van Mediaset de grootste commerciële zenders van Italië en hebben de andere commerciële zenders als La7 van Telecom Italia maar een klein deel van de markt.
Door de schaarse regulering wat betreft commerciële televisie in Italië hoeven de commerciële zenders alleen rekening houden met de aandeelhouders, die een zo groot mogelijke winst nastreven. En die winst wordt bepaald door de reclame-opbrengsten. Daarom is het doel het grootst mogelijke kijkcijfertal te behalen op elk mogelijk tijdstip.
De RAI moest, om zich staande te houden naast de populaire commerciële televisie, en nog voldoende opbrengsten te halen uit de reclames, hetzelfde type programma’s aan gaan bieden, gericht op een groot publiek.
Doordat Publitalia, het reclamebedrijf van Berlusconi, vrijwel de hele markt van de televisiereclames in haar bezit had, werd het voor kleinere, onafhankelijke bedrijfjes als Videomusic vrijwel onmogelijk om te overleven. De adverteerders die namelijk reclame maakten op zenders die Berlusconi niet waardeerde, konden te horen krijgen dat ze geen reclameruimte meer kregen op de zenders van Berlusconi, of ze werden met speciale lucratieve tarieven verleid. Dit gebeurde ook met de adverteerders van Videomusic. Dit was een succesvolle, bij jongeren populaire zender van Marialina Marcucci.
De filmproducent Vittorio Cecchi Gori kon dan ook voor een spotprijs deze zender overkopen , alsmede de zender Telemontecarlo. Dit is een zender die Monaco als basis heeft en dus officieel gezien niet Italiaans is. Zij zendt echter wel rechtstreeks programma’s uit in het Italiaans, zoals sportwedstrijden en het journaal. Volgens Ginsborg bleef Gori hiermee aldus over als enige concurrent van Berlusconi op het commerciële vlak, maar bood niet veel afwisseling op diens programma-aanbod.
En al met al maakten zenders als Telemontecarlo maar een klein deel uit van de kijkcijfers. Er was namelijk een duopolie ontstaan in de televisiewereld. De drie zenders van Berlusconi waren in het seizoen 1989-1990 goed voor 38,64 van de kijkers, tegen 49,93% voor de drie zenders van de RAI. Samen hadden zij dus een aandeel van bijna 90% van de kijkcijfers.